# 레이 (프로게이머)
레이(본명: 전지원, 1998년 3월 15일 ~ )는 대한민국의 리그 오브 레전드 프로게이머로 아이디는 Ray이다. 포지션은 탑 라이너이다.

## 선수 생활
2014년 7월 30일, AD 게이밍에 입단하면서 프로 커리어를 시작했다. 
2015년 5월, 에드워드 게이밍에 입단했다. 서머 시즌 팀의 서브 선수로 활동했다. 2015시즌 종료 후 팀에서 퇴단했다.
2016년 5월, Apex 게이밍에 입단했다. 서머 시즌 좋은 모습을 보여주었다. 이후 팀이 디그타니스로 인수됨에 따라 잠시 디그타니스에 소속되었다.
2017시즌을 앞두고 클라우드 나인에 입단했다. 2017시즌애는 임팩트의 서브 선수로 활동했다.
2018시즌을 앞두고 에드워드 게이밍에 입단했다. 2018시즌 동안 단점이 부각된 모습을 보여주었지만 팀의 롤드컵 진출에 기여했다. 리그 오브 레전드 월드 챔피언십 2018에는 좋은 모습을 보여주었다.
2019 스프링 시즌에서는 좋은 활약상을 보여주면서 팀의 포스트시즌 진출에 기여했다. 스프링 시즌 종료 이후 휴식을 선언했다.
2020시즌을 앞두고 KT 롤스터에 입단했다. 스프링 시즌 소환과 주전 경쟁을 하였으며 출전 때마다 좋지 못한 모습을 보여주면서 서브 선수로 내려갔다. 이후 다시 휴식을 선언했다.
2021시즌을 앞두고 레인보우7에 입단했다. 오프닝 시즌 팀의 포스트시즌 진출에 기여했다. 2021년 3월, 팀에서 퇴단했다.
2021년 7월, 1907 페네르바흐체 e스포츠에 입단했다.

## 소속팀
| # | 팀명                      | 소속 기간             | 소속 리그 | 비고 |
| - | ------------------------- | --------------------- | --------- | ---- |
| 1 | AD 게이밍                 | 2014.07.30~2015.05.18 | LSPL      |      |
| 2 | 에드워드 게이밍           | 2015.05.18~2015.12.25 | LPL       |      |
| 3 | Apex 게이밍               | 2016.05.20~2016.12.01 | LCS       |      |
| 4 | 클라우드 나인             | 2016.12.19~2017.12.19 | LCS       |      |
| 5 | 에드워드 게이밍           | 2017.12.21~2019.12.06 | LPL       |      |
| 6 | KT 롤스터                 | 2019.12.06~2020.11.16 | LCK       |      |
| 7 | 레인보우7                 | 2020.12.18~2021.03.31 | LLA       |      |
| 8 | 1907 페네르바흐체 e스포츠 | 2021.07.04~           | TCL       |      |

## 수상 내역
- 텐센트 게임즈 아레나 그랑프리 윈터 2014 우승
- 국제 e스포츠 페스티벌 2014 준우승
- 리그 오브 레전드 챔피언십 시리즈 스프링 2017 준우승
- 리프트 라이벌즈 2017 우승
- 데마시아컵 챔피언십 2017 우승
- 리그 오브 레전드 프로리그 스프링 2018 준우승
- 리프트 라이벌즈 2018 우승
- 리그 오브 레전드 월드 챔피언십 2018 8강